# Ativo diferido
No Brasil, a Lei das Sociedades por Ações (6.404/76) evidenciava (até 2009) que ativo diferido são gastos com serviços que beneficiarão resultados de exercícios futuros da empresa. Tais gastos, ao serem diferidos, são entendidos como essenciais e necessários, sem os quais a atividade empresarial não pode ser iniciada. Consistem em
- Despesas de organização;
- Custos de estudos e projetos;
- Despesas com investigação e desenvolvimento;
- Gastos incorridos com reorganização ou reestruturação da entidade;
- Despesas pré-operacionais, como: seleção e treinamento de funcionários, propaganda institucional para que o produto ou a empresa fiquem conhecidos antes do lançamento, abertura de firma e honorários para constituição, etc.

Pela Lei nº 11.941, de 2009, que modificou a Lei 6.404/76, o Ativo Diferido deixou de existir.
Essa lei estabeleceu uma nova composição para o Ativo: Ativo Circulante e Ativo Não-Circulante, este último sendo composto por:  Ativo Realizável a Longo Prazo; Investimentos; Imobilizado e Intangível. Portanto, o grupo de contas conhecido como Ativo Diferido deixou de existir.
Até o advento da Lei nº 11.941, o Ativo Diferido funcionava como descrito abaixo.

## Amortização
A natureza dos itens classificados no ativo diferido faz com que sua amortização apresente um grande problema: a determinação do número de períodos pelos quais a amortização deve se estender. Duas coisas são certas:
- De acordo com o princípio de correspondência entre receitas e despesas, o primeiro período de amortização deve ser aquele em que os benefícios decorrentes da existência da despesa diferida começam a ser usufruídos. Por exemplo, as despesas operacionais serão amortizadas a partir do período de início das operações.
- As despesas diferidas deverão ser amortizadas no prazo máximo durante o qual se considera ser razoável esperar benefícios em decorrência dessas despesas diferidas.

Ao ser publicado o Balanço Patrimonial, esse deverá conter as notas explicativas exigidas por lei. Nessas notas, estarão explícitos os métodos e prazos de amortização para fins elucidativos.
A taxa anual de amortização é fixada tendo em vista o número de anos restantes da existência do direito ou do prazo de utilização dos bens (RIR /80, Art. 213).
Os recursos aplicados no ativo diferido serão amortizados em prazo não inferior a cinco anos e não superior a dez anos, a partir do início da operação normal ou do exercício em que passem a ser usufruídos os benefícios delas decorrentes (Lei 6.404/76, Art. 183 §3º).
Cálculo da Amortização:
A amortização do ativo diferido pode ser calculada por uma simples equação:
Amortização do Período = Valor do Direito / nº de períodos de amortização

## Extinção do Ativo Diferido
Segundo a MP 449/2008, convertida na Lei nº 11.941, o ativo não-circulante passa a ser composto por ativo realizável a longo prazo, investimentos, imobilizado e intangível; com isso o ativo diferido ficou fora da classificação e foi extinto do sistema contábil brasileiro.